# Steve Jocz
Steve Jocz, właśc. Stephen Martin Jocz (ur. 23 lipca 1981 w Ajax) – perkusista punkrockowego zespołu Sum 41. Razem z Deryckiem Whibleyem założył ten zespół. Znał Derycka jeszcze zanim zaczęli chodzić do szkoły średniej. Ma polskie korzenie.
Stephen uczestniczył w tworzeniu płyty Avril Lavigne The Best Damn Thing, grał na perkusji. 17 kwietnia na swoich profilach na Facebooku i Twitterze ogłosił, że odchodzi z zespołu.